# Equipo Económico
Equipo Económico és una consultora fundada l’any 2006 a Madrid per l’exministre d’Hisenda Cristóbal Montoro, inicialment amb el nom de Montoro y Asociados. Va comptar amb la participació d’alts càrrecs de l’àmbit econòmic i polític com Salvador Ruiz Gallud, Ricardo Martínez Rico i Luis de Guindos. El despatx es dedicava a l’assessorament econòmic i tributari, i va créixer ràpidament aprofitant una àmplia xarxa de contactes institucionals, especialment al Ministeri d’Hisenda.
L’any 2012 va assolir el seu màxim volum de negoci amb gairebé 6,7 milions d’euros. Des dels seus inicis, la consultora ha estat objecte d’investigacions per possibles activitats d’intermediació legislativa. El 2025, diversos antics socis i col·laboradors van ser imputats per un jutjat de Tarragona per presumptes delictes de tràfic d’influències relacionats amb reformes fiscals impulsades entre 2013 i 2018. Malgrat la venda formal de la seva participació el 2008, les indagacions apunten que Cristóbal Montoro hauria mantingut vincles amb la firma, la qual es va reestructurar com a Global Afteli SL després dels primers escàndols.